# 原駒子
原 駒子（はら こまこ、1910年2月26日 - 1968年12月28日）は、日本の女優である。本名は倉形 駒子（くらがた こまこ）、妖婦・毒婦役で知られ「姐御女優」と呼ばれた。

## 人物・来歴
1910年（明治43年）2月26日、神奈川県横浜市翁町（現在の同県同市中区翁町）に生まれる。
1924年（大正13年）、14歳のときに松竹キネマ下加茂撮影所に入社、同年4月10日に公開された枝正義郎監督の『落日の夢』で、主演の沢村四郎五郎の相手役としてデビューした。同年中に帝国キネマ演芸に引き抜かれ、同社の芦屋撮影所で製作した横山運平主演の『嘆きの村』と水島亮太郎主演の『愛するが故に』に出ただけで、翌1925年（大正14年）には東亜キネマに移籍している。同社では、甲陽撮影所から等持院撮影所（のちの東亜キネマ京都撮影所）を経て、1931年（昭和6年）に同社が東活映画社に改組されるまでに109本に出演した。同年、俳優の羅門光三郎と結婚した。
1932年（昭和7年）、夫で俳優の羅門光三郎とともに東活映画社を退社、富国映画社を設立、奈良県生駒郡南生駒村（現在の生駒市壱分町）にある月形プロダクション撮影所を使用してサイレント映画を3作製作するが、同年中に宝塚キネマに移籍した。同社は1934年（昭和9年）2月には解散するので、その後は京都の太秦地区で、日活、市川右太衛門の市川右太衛門プロダクション、永田雅一の第一映画、嵐寛寿郎の嵐寛寿郎プロダクションを転々とする。同年、羅門光三郎と離婚した。
1935年（昭和10年）11月、マキノ正博のマキノトーキー製作所設立に参加、26本に出演した。同社が終焉していく1937年（昭和12年）2月の『女左膳』第1篇・第2篇を最後に、同社から多くの人材が流れた日活京都撮影所に移籍した。これまではトップスターで主演作ばかりであったが、同撮影所では脇役に回り、27本に出演した。1940年（昭和15年）からは松竹下加茂撮影所に移籍した。
第二次世界大戦終了後、1949年（昭和24年）、大映京都撮影所製作、木村恵吾監督の『大江戸七変化』に出演して復活した。1952年（昭和27年）、児井プロダクション、新東宝提携、溝口健二監督の『西鶴一代女』に出演したのを最後に引退している。女優引退後は、大阪の北新地で「クレーン」という名前のクラブを経営していた。
1968年（昭和43年）12月28日、急性肺炎で死去した。満58歳没。200本以上の映画に出演した。

## おもなフィルモグラフィ

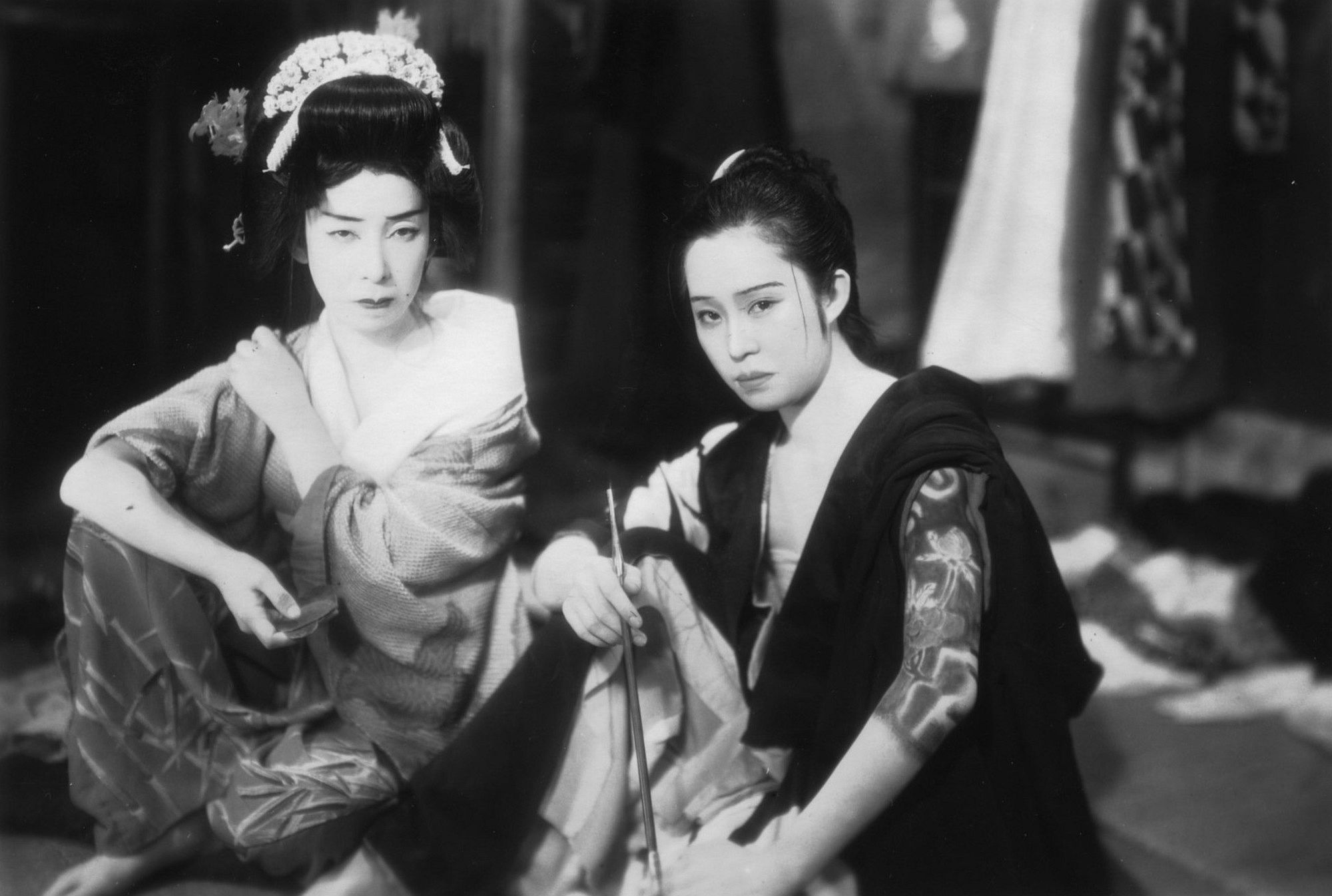
『お嬢お吉』（1935年）出演時、満25歳。右が原、左は梅村蓉子。

- 『落日の夢』 : 監督枝正義郎、松竹キネマ下加茂撮影所、1924年
- 『嘆きの村』 : 監督深川ひさし・山下秀一、帝国キネマ演芸芦屋撮影所、1924年
- 『愛するが故に』 : 監督細山喜代松、帝国キネマ演芸芦屋撮影所、1925年

- 『愛傷』 : 監督石田民三、東亜キネマ等持院撮影所、1926年
- 『砂絵呪縛』シリーズ : 監督後藤秋声（岱山）、東亜キネマ等持院撮影所、1927年
- 『新版大岡政談』シリーズ : 監督広瀬五郎、東亜キネマ京都撮影所、1928年
- 『月形半平太』 : 監督枝正義郎、東亜キネマ京都撮影所、1929年
- 『清川八郎』 : 監督石田民三、東亜キネマ京都撮影所、1930年
- 『霧の中の白蓮』 : 監督福西譲治、東亜キネマ京都撮影所、1931年
- 『薩南大評定 黄金篇』 : 監督後藤岱山ほか三名、東亜キネマ京都撮影所、1931年
- 『薩南大評定 万能篇』 : 監督後藤岱山ほか三名、東活映画社、1931年
- 『韋駄天数右衛門』 : 監督後藤岱山、宝塚キネマ、1933年
- 『愛憎峠』 : 監督溝口健二、日活多摩川撮影所、1934年
- 『マリヤのお雪』 : 監督溝口健二、第一映画、1935年
- 『月形半平太』 : 監督山本松男、嵐寛寿郎プロダクション、1935年

- 『江戸噺鼠小僧』 : 監督マキノ正博・久保為義、マキノトーキー製作所、1935年
- 『國定忠治 信州子守唄』 : 監督マキノ正博、マキノトーキー製作所、1936年
- 『忠治血笑記』 : 監督久保為義・マキノ正博、マキノトーキー製作所、1936年
- 『忠治活殺剱』 : 監督久保為義・マキノ正博、マキノトーキー製作所、1936年
- 『女左膳』 : 監督中川信夫・マキノ正博、マキノトーキー製作所、1937年
- 『恋山彦 風雲の巻』 : 監督マキノ正博、日活京都撮影所、1937年
- 『恋山彦 怒濤の巻』 : 監督マキノ正博、日活京都撮影所、1937年
- 『血煙高田の馬場』 : 監督マキノ正博、日活京都撮影所、1937年
- 『弥次㐂夛道中記』 : 監督マキノ正博、日活京都撮影所、1938年
- 『忠臣蔵 天の巻・地の巻』：監督マキノ正博、日活京都撮影所、1938年 - おくに
- 『振袖御殿』 : 監督大曾根辰夫、松竹下加茂撮影所、1941年
- 『大江戸七変化』 : 監督木村恵吾、大映京都撮影所、1949年
- 『西鶴一代女』 The Life of Oharu : 監督溝口健二、児井プロダクション / 新東宝、1952年

## 註
1. 1 2 3 4 5 6  原駒子、講談社『日本人名大辞典』、コトバンク、2009年10月23日閲覧。
2. 1 2  原駒子、KINENOTE, 2009年10月23日閲覧。
3. 1 2 3 4 5 6 7 8 9 10  原駒子、日本映画データベース、2009年10月23日閲覧。
4. 1 2 3 4  無声映画鑑賞会[2005], p.120-121.
5. ↑  田崎[1983], p.56.